# Illyés András
Illyés András József (Csíkszentgyörgy, 1639 – Nagyszombat, 1712. szeptember 20.) bölcseleti doktor, egyházi író, erdélyi katolikus püspök.

## Élete

### Püspöki kinevezéséig
A székelyföldi Csíkszentgyörgyön született 1639-ben (más források szerint 1637-ben vagy 1642-ben) Illyés János és Kánya Katalin csíkszentgyörgyi nemesek fiaként, Illyés István szendrői püspök testvéreként. Az előtanulmányait valószínűleg szülőfalujában, ezt követően gimnáziumi osztályait Kolozsváron, Kassán és Nagyszombaton végezte el, majd egyházi pályára lépve, 1662-ben a Pázmáneum növendékévé vált és már 1663-ban bölcseleti doktor lett. 1663. november 1-jén Rómába ment a Német-Magyar Kollégiumba, ahol teológiai tanulmányait végezte el. 1688-ban tanulmányai befejeztével pappá szentelték.
Hazájába 1668. január 29-én tért vissza, majd ugyanebben az évben vásárúti plébánosnak nevezték ki, ahol 1676-ig tartózkodott. 1676. április 24-én pozsonyi kanonok, majd nemsokára (egyes források szerint 1691 körül) szebeni prépost lett. 1677 januárjában a jókai plébániára küldték, mint kanonokot, hogy az eretnekektől visszafoglalt plébánián nagyobb tekintélyt képviseljen az egyházi érdekek védelmében, de csak 1678 áprilisáig maradt ott, mivel a zavargó lakosság között nem szeretett volna tovább tartózkodni. Végül visszatért a pozsonyi káptalanba, amelynek körülbelül 20 évig volt a tagja, mint olvasókanonok. 1694. április 22-én esztergomi kanonokká is vált.

### Püspöki pályafutása
Lipót király 1696. január 19-én erdélyi püspökké nevezte ki és 1697. március 3-án iktatták be és szentelték fel Erdély püspökévé. Időközben 1696. április 19-én szentistváni prépost és pilisi apát lett. 1697. május 13-án érkezett Kolozsvárra, majd május 18-án Gyulafehérvárra, hogy elfoglalja az ősi püspöki székhelyt, ahol május 19-én az első szentmisét celebrálta száz év óta, miután Erdélynek közel egy évszázadig nem volt fölszentelt püspöke. Erdélyben azonban nem tartózkodott sokáig, mivel a protestánsok lázadni kezdtek ellene és Erdély elhagyására szólították fel az erdélyi kormányszék segítségével, viszont András püspök főpapi kötelességei teljesítését nyomatékosította, mondván, hogy őneki inkább kell engedelmeskednie az Istennek, mint az embereknek. Az erdélyi kormányszék, engedve a protestáns nyomásnak, fenyegető hangvételt is alkalmazott a püspök ellen, amely fenyegetések már az erdélyi katolikusságot is érintették, ezért tanácsosnak látta András püspök, hogy Kolozsvárról a katolikus székelyek közé meneküljön. 1697. október 9-én, teljesítve az esztergomi prímás hívását is, András püspök elhagyta Erdélyt és visszatért Nagyszombatba, ahol 1698-ban a Szentháromság-oltárt és 1699-ben a Szent Miklós-templom oltárát építtette újjá.
1703-ban ismét útrakelt Erdélybe és május 23-án ünnepélyesen bevonult Kolozsvárra. A kolozsvári bevonulása után az alvinci új püspöki székhelyre költözött. 1703 októberében a kurucok betörtek Gyulafehérvárra, amely hír hallatán, félve a protestáns erőktől, András püspök elhagyta alvinci székhelyét és a csíkszentgyörgyi plébániára menekült, ahol egészen 1704. augusztus 2-ig maradt, püspöki székhelyéül választva szülőfaluját. 1704. október 4-én ismét visszatért Nagyszombatba, ahol 1712. szeptember 20-án meghalt. Végrendeletében nagy összegett adományozott az esztergomi papnövendékek ellátására és tanulmányaik támogatására, ugyanakkor a pozsonyi házát és szőlőjét is a részükre hagyományozta át. András püspök szülőfaluja templomának javára is jelentős összegeket hagyott hátra.
Hitszónokként rendkívüli buzgóságot fejtett ki a hívek körében. Az irodalom terén szintén tevékeny volt, ő maga írta 1696-ban, hogy 28 hasznos és szükséges egyházi könyvet írt, amelyek közül 22-t ki is adatott.

## Emlékezete
- Nevét viseli szülőfalujában az Illyés András Egyházi Kórus.
- Emléktábla őrzi nevét a csíkszentgyörgyi vártemplom cintermében, közel a cinterem bejáratához, a Bálint-Bors-kápolna déli oldalfalán.

## Művei

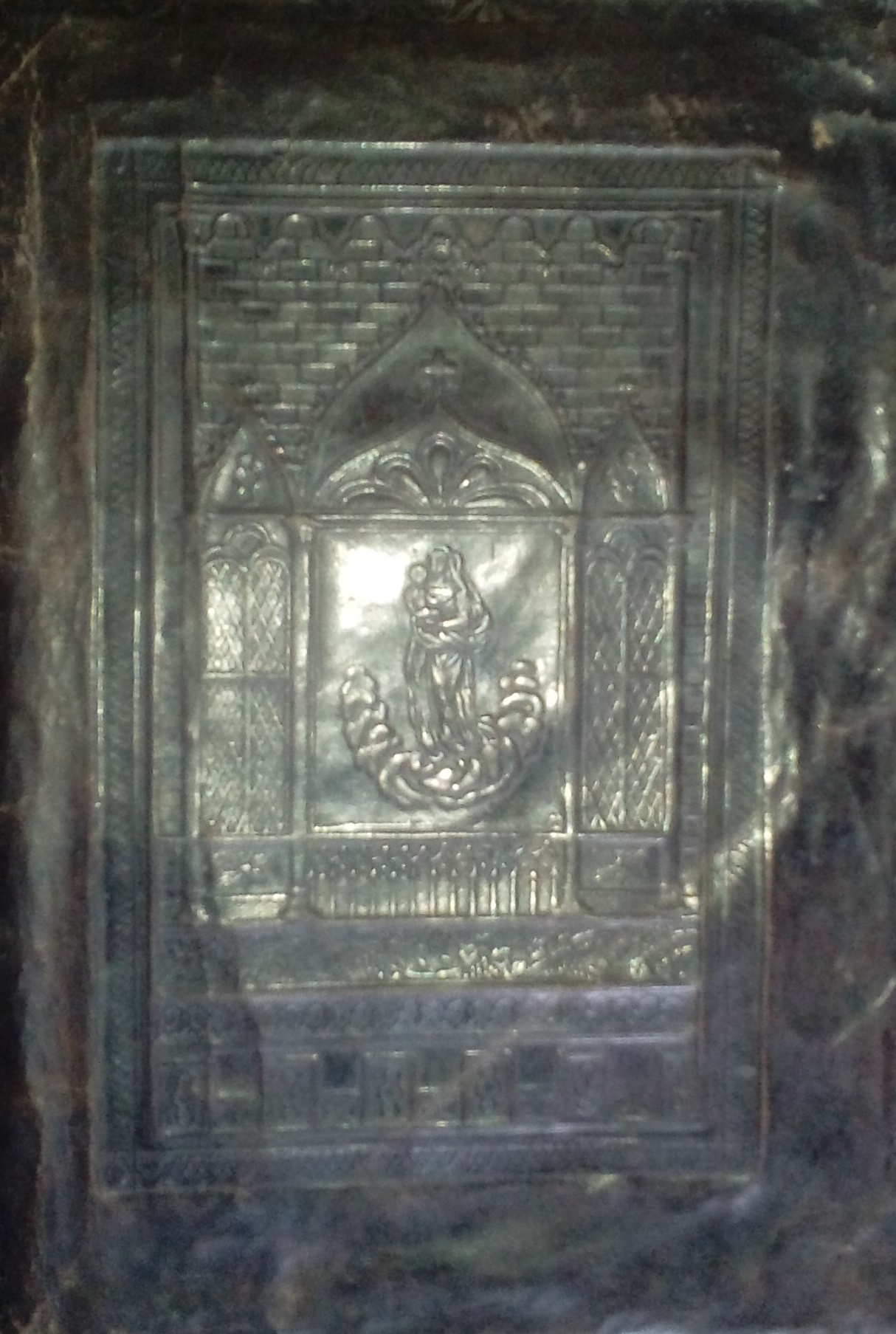
A keresztyeni eletnek peldaja vagy tüköre (1813-as kiadás, külső borító)

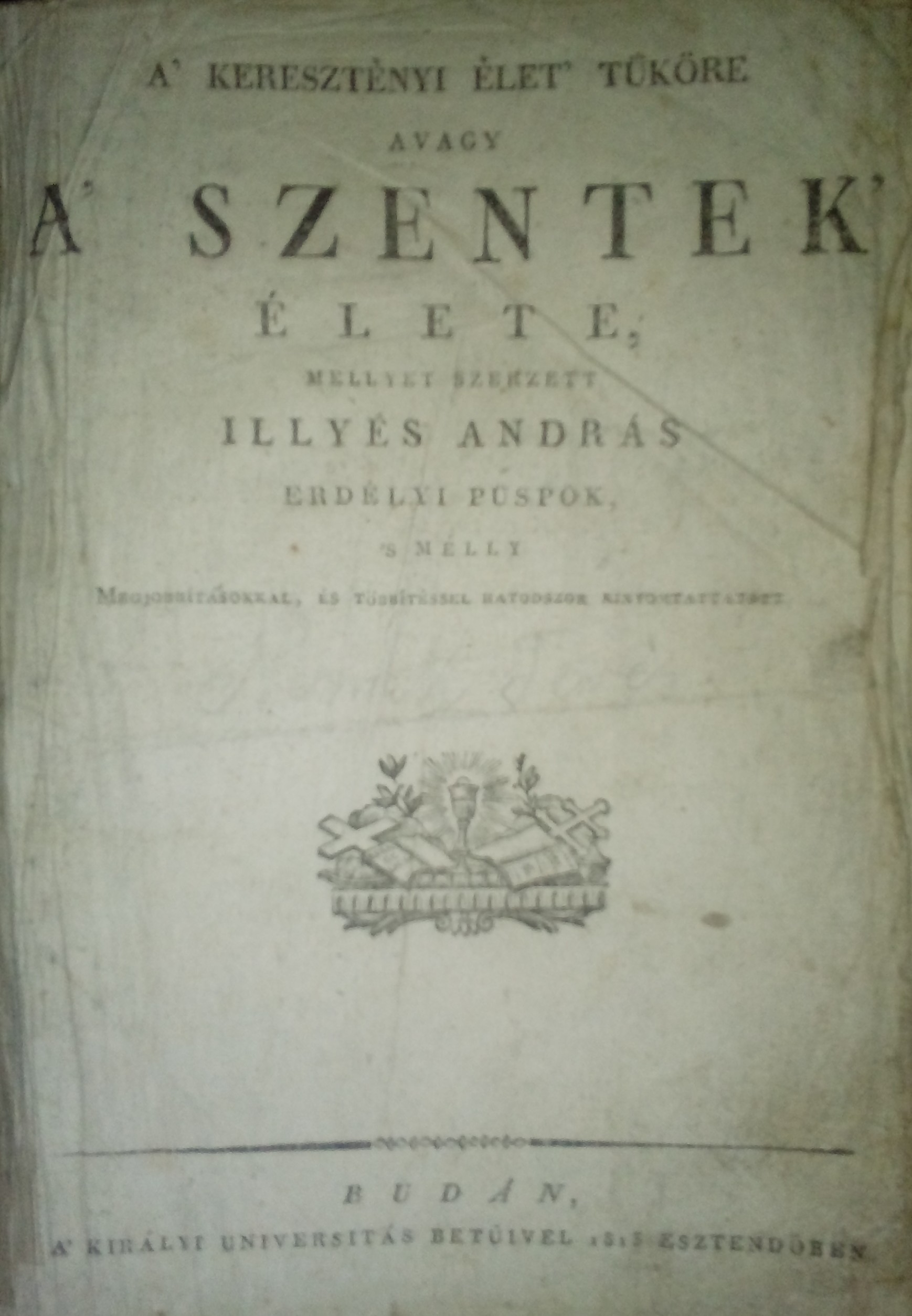
A keresztyeni eletnek peldaja vagy tüköre (1813-as kiadás, szinte olvashatatlanná kopott címlap)

- A keresztyeni eletnek peldaja vagy tüköre, Az az: A szentek élete. Mely minden szorgalmatossággal, Nevezetes Autorok Irásaiban, kivált képpen Villegas Alfonsus irásaiban fel kerestetet, Sommában foglaltatot, és Olaszbol Magyarra fordittatot, s rendesen ött Részre osztatot. Első Resze Nagy-Szombat, 1682. (II. r. 1683, III. r. 1682, IV. r. 1682, V. r. 1682. Uo. 2. kiadása 1705. I-III. r. és 1707. IV., V. r., 3. k. 1743, 4. k. 1771. Uo. Újabb kiadása, jav. és bőv. 6. kiadás. Buda, 1813. Tótra fordította Vallasik János 1768. Uo. Exemplum seu speculum vitae christianae, hoc est: vita Sanctorum cz. latin kiadása. Bécs, 1694. öt rész.) (Nagyszombat, 1682; Nagyszombat, 1683; Nagyszombat, 1743)
- A Keresztyeni Jossagos Cselekedeteknek es a tekelletessegeknek gyakorlatossága, Mely a Jesus Tarsasagabeli Tisztelendő Rodericus Alfonsus Spanyól Pap által Spanyólúl megirattatott; annak-utána külömb-féle nyelvekre; Mostan pedig Olaszból, és Deákból, szorgalmatosson meg-magyaráztatott … Első Resze. Nagyszombat, 1688. (Az előbeszéd kelte: Irtam Posonban 1682. II. r. Nagyszombat 1701. III. r. 1708. Uo.)
- A Kristus Jesus Elete és tudománya az negy Evangelistak Irasibol egybe-szedetett es Elmelkedeseknek Materiajara egész esztendönek minden napjaira elosztatott…Avancinus Miklos Pap-altal. Es szorgalmatosson meg-magyaráztatott, és Keresztyén Nemzetének lelki vigasztalására, és épületére kibocsáttatott. Nagyszombat 1690. (2. kiadás 1690, ujabb kiadás 1759. Uo.)
- Megrövidittetet Ige Az az: Predikatios Könyv, melyben hetven négy Prédikátiok foglaltatnak, mellyekben az Igaz Hit Fő Ágazatinak nagy titkai, a Szent Atyák által megmagyaráztatnak, és szép üdvösséges tanúságok adatnak. Mellyeket sok esztendök alatt elö nyelvel prédikállott, most pedig rendesen öszveszedvén, rövid summában foglalván, és meg irván ki bocsátott… első Részsze. Uo. 1691. (II. és III. r. 1692. Bécsben. I. és II. r. Uo. 1696. Verbum abreviatum .. cz. a fönebbi magyar beszédek fordítása III. Bécs, 1693, az I., II. r. Uo. 1675.)
- Novae. Spirituales, ac morales duarum linguarum Cantiunculae. Quas Diversis Temporibus. varijs occurentibus occasionibus solerter composuit. Nunc porro in lucem edidit, ad laudem et gloriam Domini ei: et spiritualem consolationem. ac aedificationem Hominum Christianorum… (Bécs), 1696. (Csak a czímlap és a praefatio latin, a szöveg maga t. i. az énekek két nyelvűek, latinok és magyarok. 2. kiadása: Régi és uy Enekek, es isteni dicsiretek. Mellyeket írt, és Újonnan Kibocsátott cz. Nagyszombat, 1703. 3. k. ismét latin cz. Cantiones Spirituales, ac. Morales… 1710. Uo.)
- Soliloquium divinum elegiacum. Uo. 1697
- Jora Intő Enekecskek Igassag ellen tusakodo gonosz emberek ellen, Igasság szerető Hiveknek vigasztalására. Nagyszombat, 1702.
- Brevis Norma Vitam Sapienter Instítuendi. Seu Breviarium Selectissimorum Carminum, Optima Eruditione Refertorum: Quae Ex diversorum Authorum Scriptis excerpsit: ex proprijs quoq, multis in locis addidit: & in Quinque Partes, & Sexaginta quatuor Capita distribuens in lucem edidit. Uo. 1703 (Első kiadás Bécs 1696, II. és III. rész 1697, 3. kiadás Nagyszombat 1708, a 4. kiadás magyarul is: e cz.
- Rövid forma Embernek életét bölcsen Rendelni, Avagy Jo Tudomannyal Tellyes Verseknek Sommaja. Mely Verseket külömbkülömb Könyveket szerző bölcs embereknek Irásibol kiszedegetett: es azoknak közibe tulajdon verseiből is sokakat illendőképpen béférkeztetett: és öt Részekre osztván, háromszor Deákul kibocsátott. Most pedig negyedikszer jól megmagyarázván, s Hatodik részszelis megjobbitván világosságra hozott Magyarul is. Uo. 1709, 5. k. Uo. 1710)
- Imádságos Könyv. Uo. 1709
- Recta vitae, morumque hominum Institutio, Id est Selectissimi versus catonis Magni quos in septem Capita distribuens, & Secunda hac editione, multo meliorem in ordinem redigens; vicissim curavit remprimi: puro Ungarico quoque idiomate perlucide declarans … Emberek eletenek, és erkölcsinek Igaz Rendelese, az az: Nagy Catonak válogatott bölcs Versei; Mellyeket Hét Fejekre el-osztván, és ez Második ki-bocsátásban sokkal job rendbe hozván, viszontag kinyomtattatott, tiszta Magyar nyelvel is világossan megfejtvén. Uo. 1710 (Az előljáró beszéd kelte: Irtam Nagy-Szombatban … 1710. eszt. Az én megvénhedet életemnek pedig 73-dik esztendejében. Első latin kiadása Bécsben 1696-ban jelent meg.)
- Praetiosa Margarita. Id est: Vita Sanctae Margaritae Ungariae Virginis, Magna cum diligentia, ex proprio ejusdem Officio, & celebrium Authorum scriptis, jam pridem impressis, concinnata, in lucemque edita: Quatuor Sermonibus, quorum, duo continent Vitam ejus: alij autem duo Miracula, in Vita, atq. post mortem ejus patrata. Nagyszombat, 1707. (3. k. 1708, 4. k. 1710. Uo.)
- Némelly solemnitásokra készitett Prédikácziók. Uo. 1710
- Divina Vitae morumq. Hominum Fidelium Institutio, & Doctrina Sapientissima. Id est. Selectissimae Sententiae Divinae, quas diversis temporibus, ex Sacra Scriptura solerter excerpsit. Et anta annos tredecim in Decem Capita ordinate distribuens in lucem edidit: nunc vero cum melioratione Ungarico quoque donavit idiomate. Uo. 1710. (Első kiadása csak latinul. Viennae, 1696)